# Polystachya batkoi
Espèce
Polystachya batkoi Szlach. & Olszewski est une espèce de plantes à fleurs de la famille des Orchidaceae (les orchidées) et du genre Polystachya, présente au Cameroun, au Gabon et en République démocratique du Congo.

## Habitat
C'est une plante épiphyte d'Afrique centrale que l'on trouve dans les forêts submontagnardes primaires et secondaires, à une altitude comprise entre 100 et 600 m.

## Distribution
Le premier spécimen a été collecté en 1968 au Gabon dans les monts de Cristal, près de la rivière Balakabo. Au sud du Cameroun, il a été décrit dans les années 2000, près de Bidjouka dans le massif de Ngovayang, également à Bifa. En 2004 sa présence a été signalée près de Kinshasa (RDC), mais en l'absence de précisions, cette localisation n'a pas été validée.